# Ријен
Ријен (њем. Rühen) општина је у њемачкој савезној држави Доња Саксонија. Један је од 41 општинског средишта округа Гифхорн. Према процјени из 2010. у општини је живјело 4.859 становника. Општина има регионалну шифру (AGS) 3151024.

## Географски и демографски подаци
Ријен се налази у савезној држави Доња Саксонија у округу Гифхорн на надморској висини од 65 метара. Површина општине износи 30,9 km². У самом мјесту је, према процјени из 2010, живјело 4.859 становника. Просјечна густина насељености износи 157 становника/km².